# Ambassis agassizii
Ambassis agassizii е вид лъчеперка от семейство Ambassidae.

## Разпространение
Видът е разпространен в Австралия.

## Описание
На дължина достигат до 7,5 cm.